# Mecistogaster asticta
Mecistogaster asticta е вид насекомо от семейство Pseudostigmatidae. Видът е световно застрашен, със статут Уязвим.

## Разпространение
Разпространен е в Бразилия (Минас Жерайс, Парана, Рио де Жанейро и Сао Пауло).